# Chang Dsu Yao
Chang Dsu Yao 张祖堯 (cinese) (Peixian, 14 giugno 1918 – Taipei, 7 febbraio 1992) è stato un artista marziale e insegnante cinese che ha contribuito alla diffusione delle arti marziali in Italia.
张祖堯, Zhang Zuyao (pinyin), Chang Tsu-Yao (Wade-Giles). Secondo nome (Zi): 张成勳, Zhang Chengxun (pinyin), Chang Ch'eng Hsün (Wade-Giles).

## Biografia
Chang Dsu Yao nacque nel villaggio Chaijicun (柴集村), nell'area amministrativa di Zhuzhaixiang (朱寨乡), distretto di Peixian, nel 1918. Secondo le biografie ufficiali, che compaiono nei libri da lui stesso firmati in Italia, iniziò a praticare arti marziali cinesi con il maestro Liu Baojun all'età di sei anni e proseguì lo studio con lui fino all'età di vent'anni. Una cosa invece quasi totalmente misconosciuta è che Liu Baojun era un maestro di quindicesima generazione di Meihuaquan. Nel 1938, Chang Dsu Yao fece il suo ingresso nella Junxiao Diliu Fenxiao (军校第六分校), un ramo dell'Accademia Militare Wampoa creato in quell'anno a Guilin.  In Accademia frequentò altri maestri ed apprese altre pratiche di arti marziali cinesi, in particolare studiò con Chang Ch'ing P'o, e con Chang Tung Sheng. Probabilmente entrò anche in contatto con Fu Zhensong. Nei testi italiani si tramanda che da Chang Ch'ing Po, Chang Dsu Yao apprese alcuni stili. come Bājíquán (Pugilato degli otto estremi), Baguazhang (Palmo degli otto trigrammi), Xingyiquan (Pugilato della forma e dell'intenzione), Liangyiquan (Pugilato dei due principi). Chang Ch'ing P'o, sempre nei testi firmati da Chang Dsu Yao stesso, è accreditato come allievo di Yang Chengfu e di Sun Lutang. È quindi probabile che Chang Dsu Yao abbia approfondito con lui anche lo studio del Taijiquan, in special modo il Taijiquan stile Yang.
Da ufficiale, partecipò alla guerra contro i giapponesi e poi alla guerra civile contro le forze comuniste di Mao Tse Tung.  Dopo la sconfitta dell´esercito nazionalista di Chiang Kai-shek, nel 1949 si rifugiò a Taiwan, come altri militari che scelsero di seguire Chiang nel suo vano progetto di creare una base da cui poter riconquistare la Cina continentale.
A Taiwan, Chang Dsu Yao strinse amicizia con Zheng Manqing e con Liu Yunqiao. Quest'ultimo fondò l'Associazione Wutan e la rivista omonima Wutan Zazhi. Chang Dsu Yao fece delle lezioni in questa associazione e scrisse articoli su questa rivista.
(Chang Dsu Yao,  Xi Wu Xinde )
Durante la sua permanenza a Taiwan, Chang ebbe l'incarico di insegnare arti marziali nell'esercito e nella polizia, e fece delle lezioni all'università della capitale.
Tra i suoi allievi di Meihuaquan a Taiwan, oltre al figlio Chang Wei Shin, è ricordato Xu Wenli (徐文理).
Dopo il suo pensionamento venne scelto dalla Comunità Cinese di Bologna per essere invitato in questa città ad insegnare arti marziali cinesi, perciò tra il 1975 ed il 1976 si trasferì in Italia, dove insegnò a numerosi allievi prima a Bologna stessa poi a Milano.  Il trasferimento a Milano avvenne nel 1977 dietro invito del Maestro Roberto Fassi e grazie all'opera dei primi allievi milanesi entra nella FE.S.I.KA, dove dirige il settore Kung Fu. Negli anni successivi, vista la diffusione enorme della sua scuola, il maestro Chang fonda una propria Associazione, la FeIK, affiliata alla KFROC  ed alla CKWPA.
Nel 1986 gli atleti della squadra del Maestro Chang Dsu Yao che parteciparono ai campionati del mondo a Taiwan entrarono in contatto con esponenti della scuola di Meihuaquan dell'isola, in particolare con Zhang Wuchen e Weng Zhengmao. Al loro rientro in Italia si misero a capo di una fazione che diede vita ad una clamorosa e dolorosa separazione dalla FeIK che portò via la metà dei soci di questa associazione.
Il 7 febbraio 1992 il maestro Chang Dsu Yao muore,  mentre si trova a Taiwan.
Oggi, in Italia, il sistema di arti marziali cinesi insegnato da Chang Dsu Yao è conosciuto come Scuola Chang o Kungfu Chang ad indicare un sistema composito e nuovo.

### Video
- Dimostrazione del Maestro Chang Dsu Yao, su webalice.it. URL consultato il 18 settembre 2008 (archiviato dall'url originale il 30 settembre 2007).
- Collage di dimostrazioni, su feskfongttai.it. URL consultato il 5 settembre 2010 (archiviato dall'url originale il 3 settembre 2010).

| Controllo di autorità | VIAF (EN) 34494087 · ISNI (EN) 0000 0000 7973 2159 · Europeana agent/base/16778 · LCCN (EN) n97851615 · BNF (FR) cb12146664s (data) |